# Sizdah-e Aban
Sizdah-e Aban  est un quartier du sud de Téhéran. Il compte 31,500 habitants. Ces habitants viennent des zones rurales et d'anciens taudis autour de Téhéran. La plupart des habitants sont des retraités de l'industrie ou de l'agriculture. Le taux de chômage chez les jeunes est élevée. On dit que les gangs responsables de vols dans Téhéran vivent dans ce quartier.

## Source
http://www.medscape.com/viewarticle/530407_4